# Андрија Анковић
Андрија Анковић (Габела, 16. јула 1937 — Сплит, 28. април 1980) био је југословенски и хрватски фудбалер и тренер.

## Клупска каријера
Анковић је своју каријеру започео у НК ГОШК Габели пре но што је отишао у НК Неретву Метковић. Касније је играо и за хрватски Хајдук у Првој лиги Југославије. Одиграо је 326 утакмица и постигао 250 голова за Хајдук, тако поставши једна од легенди клуба. При крају каријере се опробао у иностранству, у немачком клубу Кајзерслаутерну.

## Репрезентативна каријера
За репрезентацију Југославије, Андрија је одиграо осам утакмица и постигао један гол. Године 1960, Анковић је био део југословенског тима који је освојио златну медаљу на Олимпијским играма у Риму.

## Смрт
Анковић је изненада преминуо 28. априла 1980. од последица срчаног удара.